# 후지이 리오
후지이 리오(藤井梨央, 1999년 3월 4일 ~ )는 일본의 여성 아이돌 그룹 전 코부시팩토리의 서브리더이다.

## 개요
2011년
- 6월 ~ 8월, 스마이레지 신멤버 오디션에 참가해, 3차 합숙 심사까지 나카니시 카나, 타케우치 아카리, 타무라 메이미, 카츠다 리나, 미야모토 카린, 오다 사쿠라, 미야자키 유카와 함께 남지만 아쉽게도 낙선.

2013년
- 5월, 하로프로연수생에 가입.
- 5월 5일, 나카노 선플라자에서 개최된「하로프로연수생 발표회 2013 ~봄의 공개 실력 진단 테스트~」에서 다나카 카렌, 미카베 카나, 마시로 카나, 이노우에 히카루, 이나바 마나카와 함께 신멤버로 소개됐다.

2014년
- 4월 ~ 6월, ℃-ute 콘서트 투어 2014 봄 ~℃-ute의 속내~에서 하마우라 아야노, 무로타 미즈키, 야마기시 리코, 마키노 마리아와 함께 오프닝 액트로서 대동.
- 5월 4일,「하로프로연수생 발표회 2014 ~봄의 공개 실력 진단 테스트~」에서 스마이레지의「旅立ちの春が来た」를 피로했다.
- 10월 ~ 12월, Berryz코보 데뷔 10주년 기념 콘서트 투어 2014 가을 ~프로페셔널~에서 타구치 나츠미, 노무라 미나미, 단바라 루루, 후나키 무스부와 함께 오프닝 액트로서 대동.

2015년
- 1월 2일, 헬로! 프로젝트 콘서트에서 신유닛「코부시팩토리」결성이 발표되면서 이 유닛의 멤버가 되었다.
- 3월 8일,「하로프로연수생 발표회 2015 ~3월의 생계란 Show!~」에서 코부시팩토리의 서브리더 취임이 발표되었다.
- 6월 14일,「하로프로연수생 2015 ~6월의 생계란 Show!~」에서 코부시팩토리가 동년 가을에 메이저 데뷔를 하는 것을 발표되었다.

2017년
- 5월 12일, 학업에 전념하기 위해「Hello! Project 2017 SUMMER」를 기해 코부시팩토리와 헬로! 프로젝트를 졸업을 발표하였다[1].
- 7월 6일, 업프런트 프로모션은 본인에 대해서,「헬로! 프로젝트의 규범에 어긋나는 사안」이 발각되어,「개선 논의 때 주고받은 약속이 성사되지 않았다」것을 이유로, 전속 매니지먼트 계약을 중도 해지의 형태로 종료되는 것을 발표했다[2].

## 인물
- 원래 헬로! 프로젝트의 왕팬으로 스마이레지 외 모닝구무스메。의 오디션도 받은 적이 있다.
- 특기는 기계 체조에서 핸드 스프링과 백이을 수 있다.
- 좋아하는 음식은 파, 좋아하는 음료는 코코아.

## 출연

### 무대
- 연극여자부 뮤지컬「Week End Survivor」(2015년 3월 26일 ~ 4월 5일, BIG TREE THEATER)

### Blu-ray
- Greeting ~후지이 리오 · 오가와 레나~ (2017년 2월 중순) - e-LineUP! 한정 판매

## 서적

### 사진집
- 후지이 리오 · 오가와 레나 미니 사진집「Greeting-Photobook-」(2017년 3월 25일, 오딧세이 출판)